# Wereldkampioenschappen boksen vrouwen 2002
De wereldkampioenschappen boksen 2002 vonden plaats van 21 tot en met 27 oktober 2002 in Antalya, Turkije. Het onder auspiciën van AIBA georganiseerde toernooi was de tweede editie van de Wereldkampioenschappen boksen voor vrouwen. In deze editie streden 185 boksers uit 35 landen om de medailles in twaalf gewichtscategorieën.

## Medailles
| Gewichtsklasse                | Goud               | Zilver                    | Brons                                         |
| ----------------------------- | ------------------ | ------------------------- | --------------------------------------------- |
| Minimumgewicht (– 45 kg)      | Mary Kom           | Jang Song Ae              | Derya Aktop Svetlana Miroshnichenko           |
| Lichtvlieggewicht (– 48 kg)   | Ri Jong-hyang      | Tatyana Lebedeva          | Mónika Csík Kumari Meena                      |
| Vlieggewicht (– 51 kg)        | Simona Galassi     | Kim Kum-son               | Lidiya Andreyeva Elefheria Paleologou         |
| Bantamgewicht (– 54 kg)       | Zhang Xiyan        | Marzia Davide             | Ha Son-bi Ágnes Tápai                         |
| Vedergewicht (– 57 kg)        | Jo Pok-sun         | Henriette Kitel-Birkeland | Svetlana Kulakova Maria Semertzoglu           |
| Lichtgewicht (– 60 kg)        | Jennifer Smith-Ogg | Areti Mastroduka          | Ana Santos Naquana Smalls                     |
| Halfweltergewicht (– 63,5 kg) | Myriam Lamare      | Yasemin Ustalar           | Daniela David Saida Gasanova                  |
| Weltergewicht (– 67 kg)       | Irina Sinetskaya   | Natalie Brown             | Tina Hansen Desi Kontos                       |
| Halfmiddengewicht (– 71 kg)   | Larisa Berezenko   | Yvonne Reis               | Paola Gabriela Casalinuovo Roxanne Lalancette |
| Middengewicht (– 75 kg)       | Olga Slavinskaya   | Betina Karlsen            | Guo Shuai Karamjit Kaur                       |
| Halfzwaargewicht (– 81 kg)    | Anzhela Torskaya   | Irina Smirnova            | Jennyfer Grenon Olga Novoselova               |
| Zwaargewicht (+ 81 kg)        | Mária Kovács       | Mariya Yovorskaya         | Devonne Canady Jyotsana Haryana               |

Bron: AIBA

## Medaillespiegel
| Plaats | Land             | Goud | Zilver | Brons | Totaal |
| 1      | Noord-Korea      | 2    | 2      | 1     | 5      |
| 2      | Oekraïne         | 2    | 1      | 2     | 5      |
| 3      | Rusland          | 1    | 1      | 3     | 5      |
| 4      | Wit-Rusland      | 1    | 1      | 0     | 2      |
| 4      | Italië           | 1    | 1      | 0     | 2      |
| 6      | India            | 1    | 0      | 3     | 4      |
| 7      | Canada           | 1    | 0      | 2     | 3      |
| 7      | Honduras         | 1    | 0      | 2     | 3      |
| 9      | China            | 1    | 0      | 1     | 2      |
| 10     | Frankrijk        | 1    | 0      | 0     | 1      |
| 11     | Verenigde Staten | 0    | 2      | 2     | 4      |
| 12     | Griekenland      | 0    | 1      | 2     | 3      |
| 13     | Denemarken       | 0    | 1      | 1     | 2      |
| 13     | Turkije          | 0    | 1      | 1     | 2      |
| 15     | Noorwegen        | 0    | 1      | 0     | 1      |
| 16     | Argentinië       | 0    | 0      | 2     | 2      |
| 17     | Brazilië         | 0    | 0      | 1     | 1      |
| 17     | Roemenië         | 0    | 0      | 1     | 1      |
| Totaal | Totaal           | 12   | 12     | 24    | 48     |

Bron: AIBA